# Radu Barbu
Radu Marius Barbu (n. 29 august 1989, Craiova, România) este un fotbalist român, care joacă pe post de fundaș la CSM Oltenița⁠(d) în Liga a IV-a Călărași. Pe plan internațional, are prezențe la națională pentru România Sub-21. În trecut, a evoluat în liga I, la echipe ca FC Universitatea Craiova și Petrolul Ploiești, pe postul de fundaș.

## Carieră
A debutat pentru FC Universitatea Craiova în Liga I pe 18 aprilie 2008 într-un meci câștigat împotriva echipei FC Timișoara.